# Juraj Bak
Juraj Bak, S.J. (2. dubna 1912, Hencovce – 8. ledna 1998, Beckov) byl slovenský římskokatolický kněz perzekvovaný komunistickým režimem.

## Život
Narodil se 2. dubna 1912 v Hencovcach. V časném mládí vstoupil k jezuitům. Dne 7. září 1929 složil časné řeholní sliby. Po studiu na gymnáziu v Kláštore pod Znievom, začal studovat na filosofické fakultě v Krakově a později v Košicích. Roku 1938 odešel na teologická studia do nizozemského Valkenburg aan de Geul. Dne 27. dubna 1941 byl v maďarském Segedínu vysvěcen na kněze. Poté odešel zpět na Slovensko, kde v letech 1941-1942 dokončoval svá studia na Teologickém institutu v Banské Bystrici. Třetí probaci absolvoval v Ružomberku. Dne 2. února 1944 složil své doživotní sliby v Trnavě.
V letech 1944-1947 sloužil jako superior jezuitského domu v Trnavě a poté byl vedoucím misionářské skupiny lidových misií na Slovensku.
Roku 1950 byl internován a prošel soudními procesy a vězením v Jasově a Podolínci. Roku 1951 utekl s otcem Jánem Dieškou z vězení. Skrývali se 4 roky. Roku 1955 byl otec Juraj znovu uvězněný, a v soudním procesu Srna a spol. byl odsouzen za podvracení Československé republiky na osm let vězení. Jako vězen byl nucen pracovat v uhelných dolech v Rtyni v Podkrkonoší. Roku 1960 byl propuštěn na amnestii.
Po propuštění pracoval v Pozemních stavbách v Prešově, jako lesník v Ružomberku a také jako přikladač na poště. Roku 1971 odešel na odpočinek. Žil v kněžském charitním domě v Beckově.
Zemřel 8. ledna 1998 v Beckově. Jeho tělo odpočívá v jezuitské hrobce na ružomberském hřbitově.

## Seznam děl
- Utrpenie láskou posvätené, vyd. Posol Božského Srdca Ježišovho, 1946